# مقاطعة لويس (تينيسي)
مقاطعة لويس هي مقاطعة في تينيسي، بلغ عدد سكانها 12٬161  نسمة، في 2010، عاصمتها هوهينوالد، تبلغ مساحتها 732 كيلومتر مربع.

## الموقع
تشترك في الحدود مع:
- مقاطعة هيكمان
- مقاطعة واين (تينيسي)
- مقاطعة لورنس
- مقاطعة موري (تينيسي)
- مقاطعة بيري (تينيسي).